# Kościół św. Wojciecha w Sztutowie
Kościół św. Wojciecha w Sztutowie – budowla neogotycka będąca kościołem parafialnym parafii św. Wojciecha w Sztutowie, w latach 1878-1945 świątynia baptystyczna.

## Historia
Kościół wzniesiono w latach 1860-1878 na potrzeby niemieckiego zboru baptystycznego w Sztutowie W 1945 ze względu na znalezienie się miejscowości w ramach państwa polskiego nastąpiło wysiedlenie ludności niemieckiej i parafia baptystyczna przestała istnieć. Budynek przetrwał wojnę w stanie nieuszkodzonym. Kościół został przejęty przez Kościół katolicki i w 1947 został poświęcony na potrzeby jego kultu.

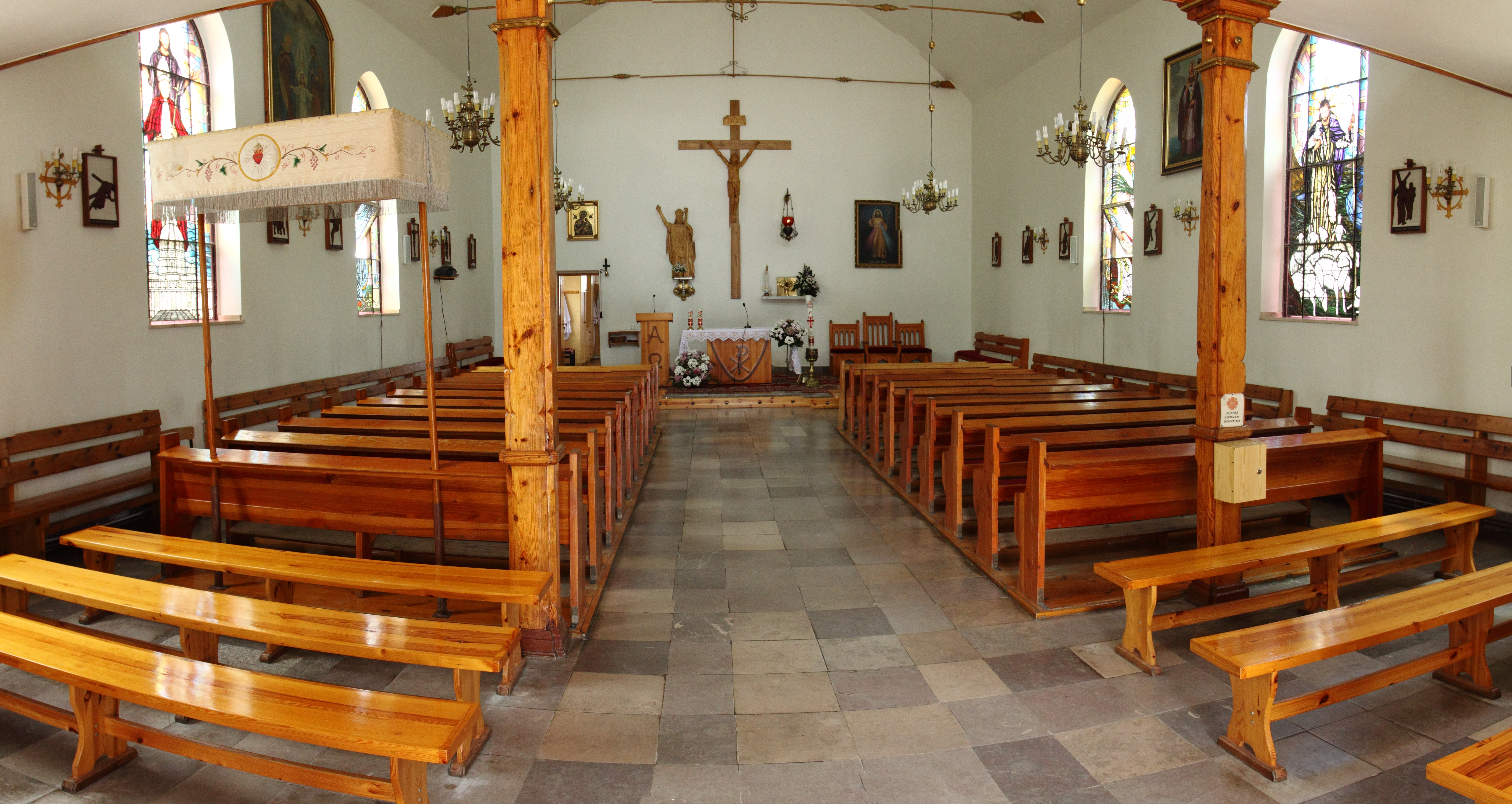
Wnętrze świątyni

## Architektura
Jest to budynek murowany z cegły, wzniesiony na planie prostokąta, jednonawowy, pokryty dachem dwuspadowym Pierwotnie wnętrze posiadało empory oparte na kolumnach, biegnące wzdłuż obu stron nawy. Na końcu nawy umieszczono drewnianą kazalnicę. W 1975 kościół został rozbudowany poprzez dodanie zakrystii.